# تپه سووخ بولاغ
تپه سووخ بولاغ در شهرستان آوج، بخش مرکزی شهرستان آوج، روستای نقاش واقع شده و این اثر در تاریخ ۱۰ مهر ۱۳۸۰ با شمارهٔ ثبت ۴۰۹۵ به‌عنوان یکی از آثار ملی ایران به ثبت رسیده است.